# 吉川元長
吉川 元長（きっかわ もとなが）は、戦国時代から安土桃山時代にかけての武将。毛利氏の家臣で吉川氏当主。父は吉川元春。初名は吉川 元資（きっかわ もとすけ）。

## 生涯

### 少年期
天文17年（1548年）、吉川元春の嫡男として生まれる。その2年後に父母と共に小倉山城に入り、同年中に日野山城へと移った。ここで幼年期を過ごす。
永禄4年（1561年）1月7日に伯父・毛利隆元の加冠により元服し、吉川少輔次郎元資と名乗った。

### 尼子氏・織田氏との戦い
永禄8年（1565年）から始まる月山富田城の戦いにおいて、従兄弟で毛利氏当主の毛利輝元と共に初陣を飾った。その後も父・元春に従って山陰各地で尼子勝久や山中幸盛ら尼子氏残党との戦いを繰り広げる。永禄13年（1570年）2月14日の布部山の戦いで武功を挙げ、同年2月18日に祖父・毛利元就に武功を賞された。また、その後は末次城、熊野城、三笠山城等の攻撃に父・元春と共に加わったが、元就が病に倒れたため、同年9月5日に父・元春を出雲に残し、輝元、隆景、元長らは安芸国へ帰国した。
元亀3年（1572年）、治部少輔に任じられる。また、同年7月26日に山内隆通の嫡男である山内元通と兄弟の契約を結ぶ。
天正元年（1573年）に元長と改名し、父と共に山陰に出兵する。
天正2年（1574年）には所領に万徳院を建立した。同年因幡国に進出した尼子残党の征伐を行なったが、尼子残党は執拗に再起を繰り返した。
しかし天正6年（1578年）の上月城の戦いで、尼子勝久や山中幸盛らを自刃、もしくは処刑し、禍根を断つことに成功している。
天正9年（1581年）には織田信長方の羽柴秀吉に攻囲された吉川経家が籠る鳥取城の救援に向かったが、兵力差のために手出しができず、元春率いる本隊を待ちきれずに鳥取城が降伏し、吉川経家は自刃した。
天正10年（1582年）6月、本能寺の変を契機として羽柴秀吉と毛利氏が和睦すると、秀吉への姿勢において輝元・小早川隆景と元春の間に差が生じたため、元春は12月20日に隠居し、以後は元長が家督と吉川氏に伝わる什宝を継いだ。
天正11年（1583年）7月12日には、輝元から3万貫の地を与えられる。
天正12年（1584年）8月には佐陀城を攻め杉原景盛を自刃に追い込んでいる。

### 四国攻め
天正13年（1585年）の四国攻めに加わり、6月27日小早川隆景とともに伊予へ出陣。7月14日から7月17日にかけて、長宗我部元親麾下の金子元宅が守る高尾城を攻撃し陥落させる。高尾城陥落の功により、8月6日に輝元から太刀と馬を贈られた。また、閏8月中旬までに宇摩郡と新居郡を平定。更に曽祢城と大津城を攻略して、喜多郡と宇和郡を平定した。
同年11月下旬、隆景と共に大坂に赴く途上で堺の玉蓮寺に滞在し、12月5日には隆景と共に大坂城で秀吉に拝謁して太刀、馬、大鷹、猩々皮、銀などを献上し、饗応を受けた。また、秀吉は12月24日に元長と隆景を豊臣秀次の第に招いて饗応し、翌年に九州攻めを行う事を告げると共に元春の出陣を要請した。翌12月25日には大坂を発ち、陸路で安芸に帰国する。なお、備中国の河辺川までは黒田孝高と蜂須賀家政が見送りのために同行した。

### 九州攻め
天正14年（1586年）8月29日、秀吉の九州平定に参陣するため、父・元春と共に新庄から出陣し、10月3日に輝元、元春、隆景、仁保元棟（後の繁沢元氏）、吉川経言（後の広家）らと共に九州へ渡った。10月4日に小倉城を包囲し、10月5日に攻略する。11月7日、父・元春が重病となったため元春を小倉城に帰し、元長と経言は小早川隆景・黒田孝高に従って、賀来専慶の籠る宇留津城攻撃に参加する。翌11月8日、宇留津城攻めで武功を挙げた益田元祥に太刀と馬を贈った。11月15日、父・元春が小倉城で病死。12月16日に大友義統の使僧から援軍要請の書状を受け取り、援兵を竜王岳に送った。
天正15年（1587年）4月6日、弟・経言と共に豊臣秀長の軍に合流した後、耳川を渡って根白坂の戦いに加わったが、同年5月に日向国で病に倒れた。6月5日に自ら起き上がれないことで最期を悟った元長は弟の経言を後継に推薦し、輝元と隆景も同意した。同日に元長は日向都於郡の陣中で病死した。享年40。

## 人物
- 父同様に武勇に優れており、かつて父が『太平記』を尼子氏討伐戦の最中に書写したように、元長も父の影響を強く受け、書や宗教にも興味を示す教養人でもあった。絵も嗜み、上の肖像の下絵と思しき自画像（吉川史料館蔵）、如来や旭日、山岳、梅花を背景とし、左に馬、岩に座す甲冑姿の自画像（個人蔵）、禅僧・中峰明本の頂相を模写した作品（現在所在不明）の3点が確認されている[1]。
- 真言宗に大きな影響を受け、万徳院は元長の思想によって建立された。万徳院はその後、周防国岩国に移転し、吉川氏の菩提寺となった。安芸の万徳院跡はその後400年放置され、荒れるがままとなっていたが、現在は公園として整備されている。
- 同年代の吉川経家、周伯恵雍、香川春継らと親しかった。中でも周伯恵雍に宛てた元長の自筆書状は、周伯恵雍が整理し保存したため数多く現存しており、気安い内容のものが多く確認されている。
- 明治6年（1873年）に吉川経義を祀る高秀神社、吉川興経を祀る治功大明神、吉川広家を祀る鎮昭神社を合祀し、祭神に吉川元春と吉川経幹を加えて吉香神社と号したが、明治12年（1879年）に吉香神社が郷社に列した際に吉川友兼、吉川経基、吉川元長も祭神に加えられている[4][5]。なお、昭和25年（1950年）に吉川広嘉、昭和39年（1964年）にその他の吉川氏当主19代が合祀され、吉香神社の現在の祭神は28柱となっている[5]。

## 肖像画
山口県岩国市の吉川資料館には袈裟を着た元長が石に座り、背後の梅の木に棒が立てかけられている肖像画が所蔵されており、この肖像画には元長自筆とされる下絵が付属している。元長は自身が描いた下絵をもとにして大和絵の絵師に依頼したいと考えていたが、その機会がなかったため、元長の義弟にあたる益田元祥の肖像画も描いた狩野松栄と推定されている狩野派の絵師「狩源」に依頼して作成された。
また、上記の肖像画とは別に、元長が側近の森脇春継に贈った自筆の肖像画が鹿の革紐が付いた欅の内箱に納められて森脇春継の子孫の家に伝来しており、頭巾をかぶり、甲冑の上に吉川家の家紋が入った羽織を着用して立つ元長の姿が描かれている。また、背景に描かれた太陽と阿弥陀如来は再生と極楽浄土を意味するとされ、乱世を生きた元長の信仰や死後の願望を表していると考えられている。肖像画の寸法は縦42cm、横21cm。なお、この自画像については平成23年（2011年）3月29日付けの中国新聞の記事として取り上げられ、紙面では岩国徴古館の元館長である宮田伊津美が「家臣に自画像を贈る事はまれで、元長の人柄も読み取れる貴重な史料である」と評している。また、この自画像を撮影した古い写真が吉川資料館に所蔵されており、写真の裏面には「森脇継友所蔵」と当時の所蔵者の名前が記されている。

## 系譜
- 父：吉川元春（1530年-1586年）
- 母：新庄局（?-1606年） - 熊谷信直の娘。
- 正室：春木大方（?-1637年） - 宍戸隆家の次女。

## 登場作品
- 秀吉 (NHK大河ドラマ、1996年) - 演：田中充貴
- 毛利元就 (NHK大河ドラマ、1997年) - 演：仁科拓海→清水伸
- 軍師官兵衛 (NHK大河ドラマ、2014年) - 演：出合正幸